# Basílica de San Pío X (Lourdes)
La Basílica de San Pío X en Lourdes, en el departamento francés de Altos Pirineos, es una basílica menor católica inaugurada durante el centenario (1958) de las apariciones de la Virgen María a Bernadette Soubirous. Está dedicado al papa Pío X.
Construida bajo la explanada de los santuarios, es la más reciente y la más grande de las tres basílicas destinadas a recibir a los peregrinos. Consagrada en 1958, también se la conoce como «basílica subterránea» para distinguirlo de las basílicas «superior» (Basílica de la Inmaculada Concepción) e «inferior» (Basílica del Rosario), las tres forman parte del complejo del santuario de Lourdes que también incluye la iglesia de Santa Bernadette, su último lugar de culto y varias capillas. Cabe señalar también que Lourdes también posee una iglesia parroquial en el centro de la ciudad, la iglesia del Sagrado Corazón, cuya construcción inició el padre Dominique Peyramale, párroco de Lourdes durante la época de las apariciones de la Virgen María a Bernadette Soubirous.

## Orígenes

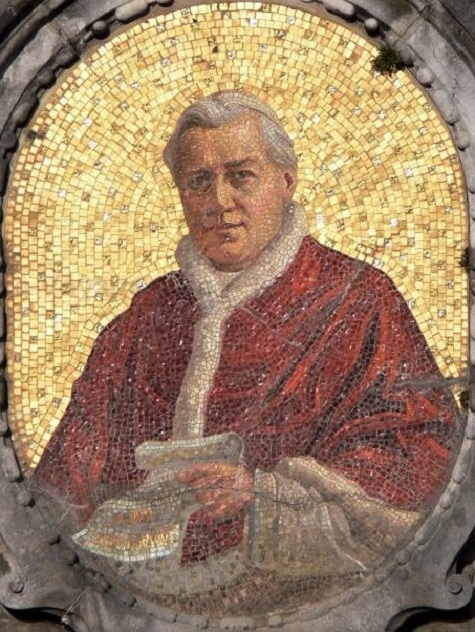
Pío X, mosaico a la entrada de la cripta

Su realización es fruto de la iniciativa y de la voluntad de Pierre-Marie Théas, obispo de Tarbes y de Lourdes, con el estímulo del papa Pío XII y el apoyo activo del alcalde de Lourdes, Antoine Béguère.
La idea original era construir un gran refugio para las procesiones que pudiera utilizarse en caso de mal tiempo, ya que ninguna de las dos basílicas anteriores era lo suficientemente grande para albergar a las multitudinarias concentraciones de peregrinos durante los encuentros más importantes.
La construcción de la basílica requirió la destrucción previa, en 1956, del «Monumento a la Paz», una tipo de monumento construido en 1920 dedicado a los caídos durante la Primera Guerra Mundial. Con ello se liberaba el espacio necesario.
El proyecto se inició el 18 de marzo de 1956 y el lugar se bendijo el 30 de mayo de 1956 por mediación del cardenal Gerlier, arzobispo de Lyon y antiguo obispo de Tarbes y Lourdes. La basílica se consagró el 25 de marzo de 1958, día de la Anunciación, con motivo del centenario de las apariciones, por el legado papal Angelo Roncalli, futuro Juan XXIII. Envió un telegrama al papa Pío XII, dando la bienvenida a «la multitud innumerable, muy serena y entusiasta». El santuario recibió el título de basílica menor el 7 de mayo de 1958, seis semanas después de su consagración.
La basílica recibió su nombre en honor al papa San Pío X, recién canonizado (29 de mayo de 1954) y que trabajó mucho para ampliar generosamente el acceso a la Eucaristía, sacramento importantísimo en la vida de Santa Bernadette (comunión de los niños y comunión diaria). Un medallón de mosaico que representa Pío X también se encuentra sobre la entrada a la cripta de la Basílica de la Inmaculada Concepción.

## Arquitectura

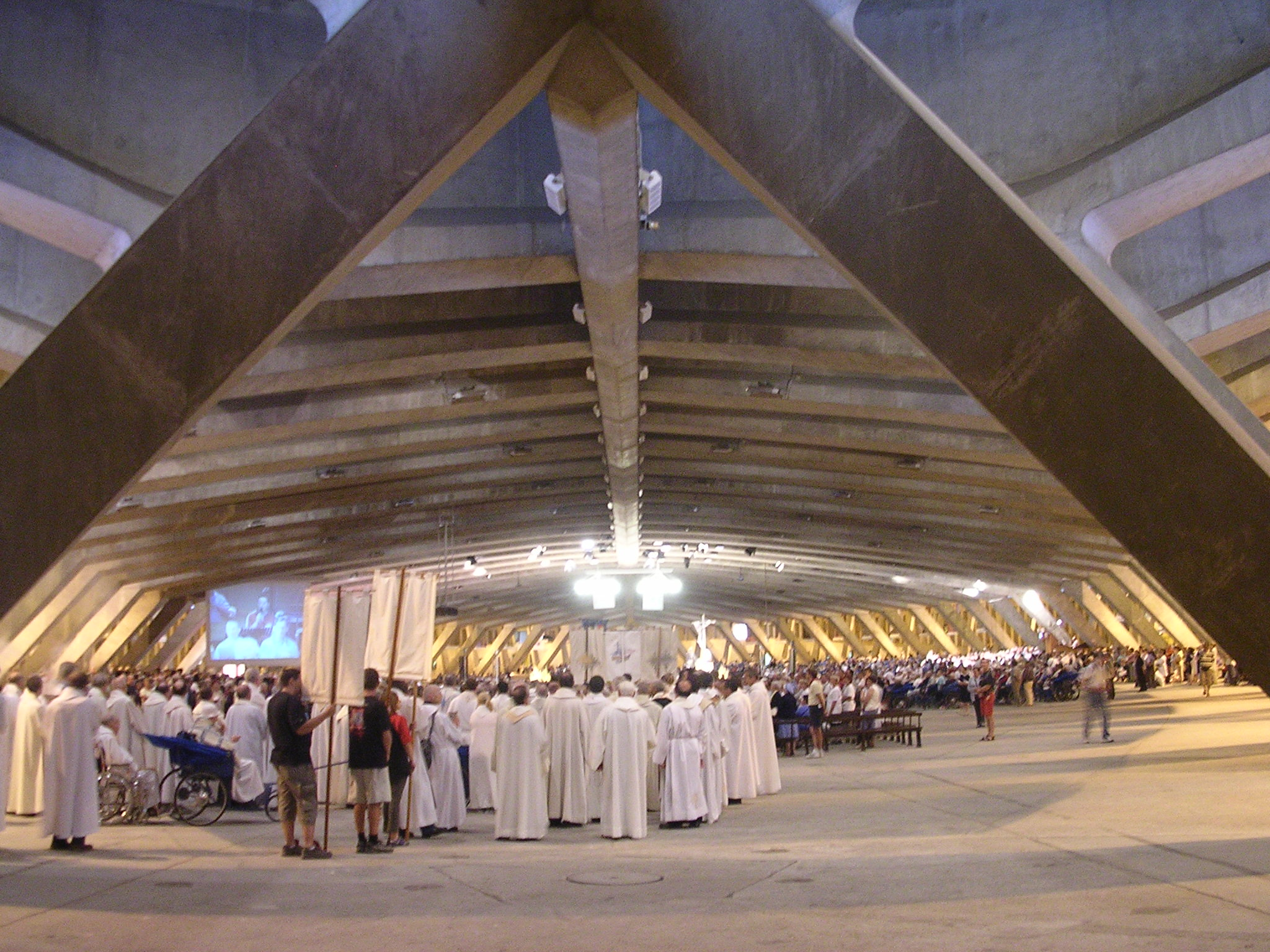
Un servicio en la basílica.

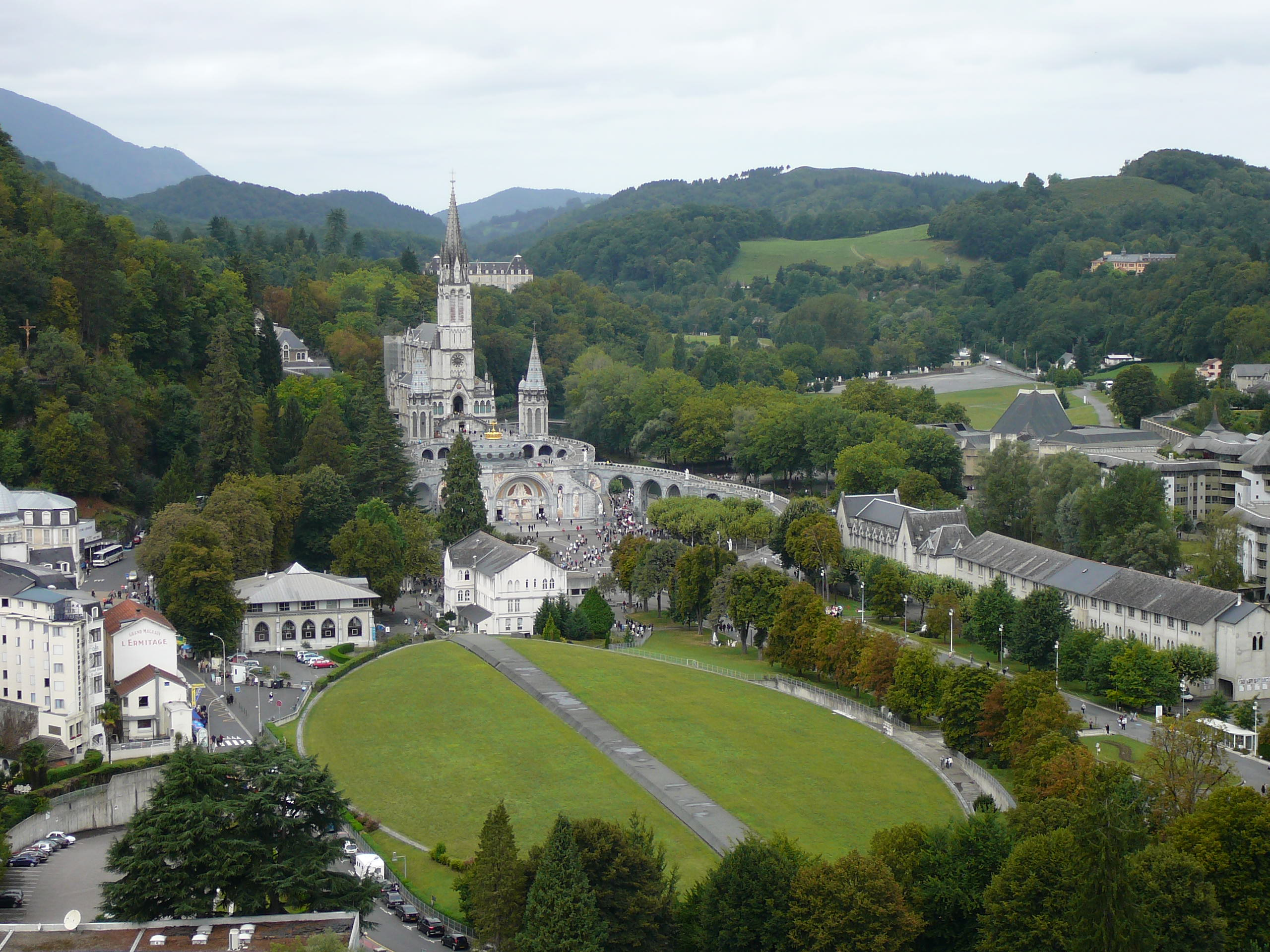
Esta vista tomada desde el castillo de Lourdes revela la forma elíptica de la basílica, cuya bóveda está cubierta de hierba.

La basílica de San Pío X es completamente subterránea y se sitúa a la izquierda de la explanada que conduce a los dos edificios previos (la basílica de la Inmaculada Concepción y la basílica del Rosario de Lourdes) afín de no romper la perspectiva. Construido íntegramente bajo tierra, se encuentra por debajo del nivel de la Gave de Pau, lo que complicó su diseño y dificultó las obras. Es una estructura de hormigón armado o pretensado diseñada por el arquitecto Pierre Vago, realizada por Pierre Pinsard y André Le Donné, con la asistencia del ingeniero Eugène Freyssinet, célebre constructor de estructuras de hormigón pretensado de la primera mitad del siglo XX.
Jean Martin, arquitecto de monumentos históricos de los Altos Pirineos, colaboró con el equipo de arquitectos que, alrededor de Vago, creó la basílica subterránea de Lourdes.
La obra fue realizada por las empresas Campenon-Bernard y Solétanche y costó 2 mil millones de francos franceses, unos 40 millones de euros. Se diseño para acoger a grandes multitudes de peregrinos y permitir el paso de procesiones importantes sin obstáculos.
De forma elipsoidal, su largo es 201 mètres, su ancho es 81 metros con una altura en el centro de sólo 10 metros. Tiene una superficie de 12 000 m2, y puede albergar hasta 25 000 personas. Su estructura hizo un amplio uso de la técnica del hormigón pretensado. Tiene dos grandes entradas axialmente opuestas; los asientos de los veintinueve pórticos de hormigón pretensado que sostienen la bóveda se proyectan hacia la periferia, permitiendo a todos los fieles ver el altar que se sitúa en su centro, y delimitando hacia el exterior un amplio pasillo de circulación periférico, que conduce a rampas y escaleras de acceso desde el exterior.
Dos capillas se abren al santuario principal: la capilla Santa Teresa, en un extremo, y la capilla "Pax Christi", detrás de la sede presidencial.

### Capilla 'Pax Christi'
En 1965, los peregrinos alemanes llevaron una caja que contenía las reliquias de Hildegarda de Bingen y San Bernardo de Claraval al santuario de Lourdes para la reconciliación de los pueblos, las reliquias actualmente se conservan en la capilla 'Pax Christi'.

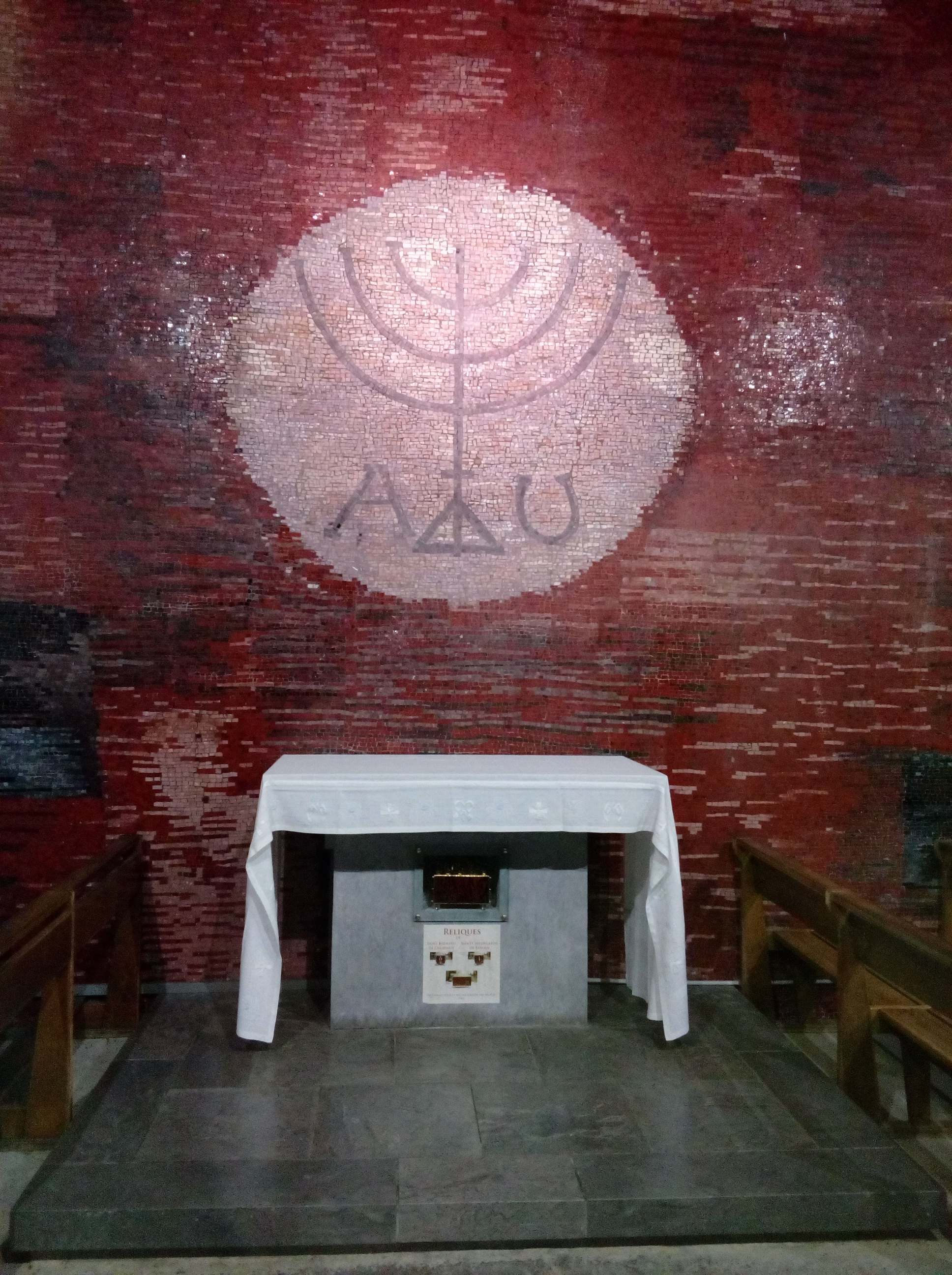
Reliquias de Hildegarda de Bingen y San Bernardo de Claraval conservadas en la capilla 'Pax Christi'.
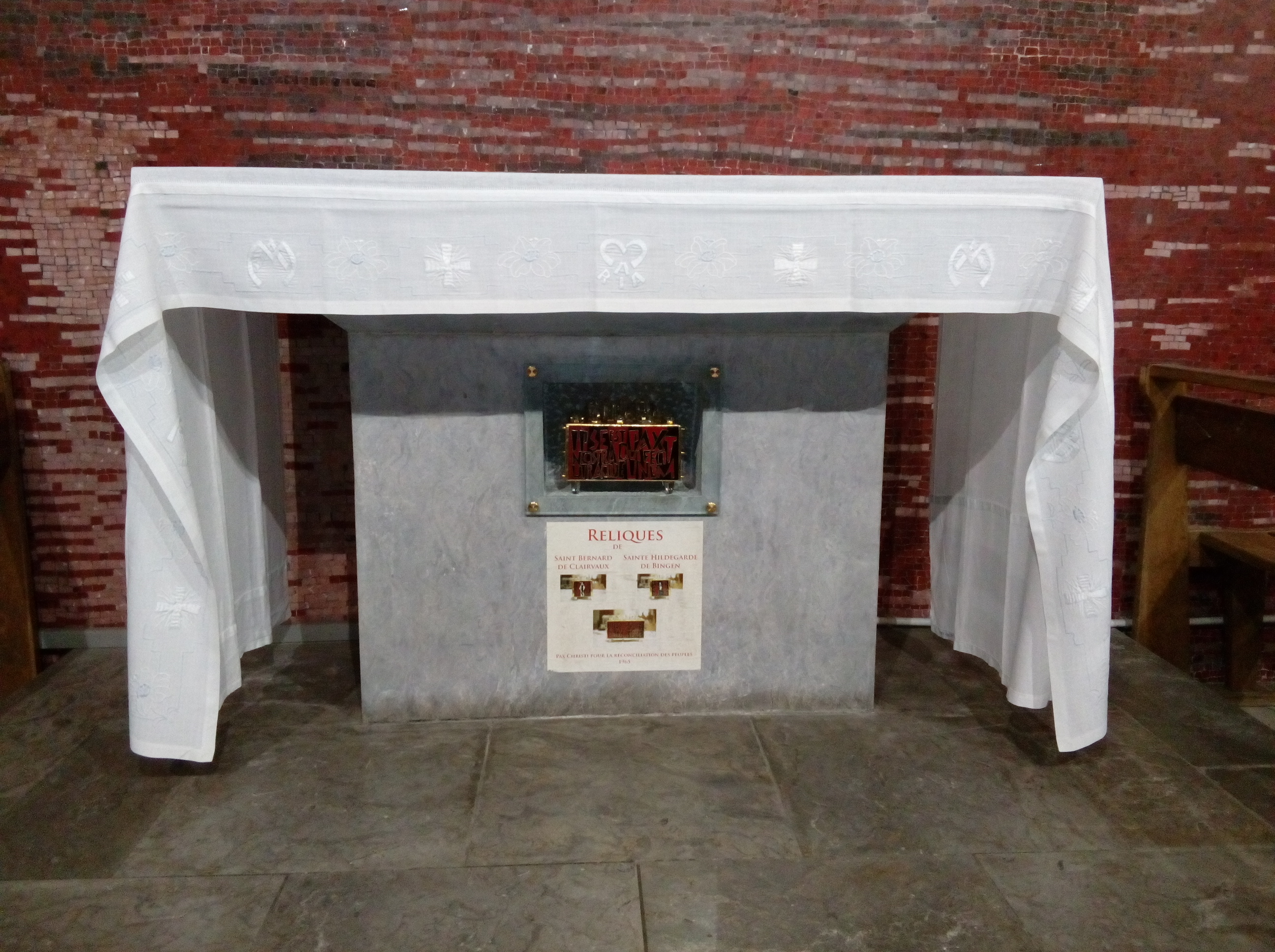
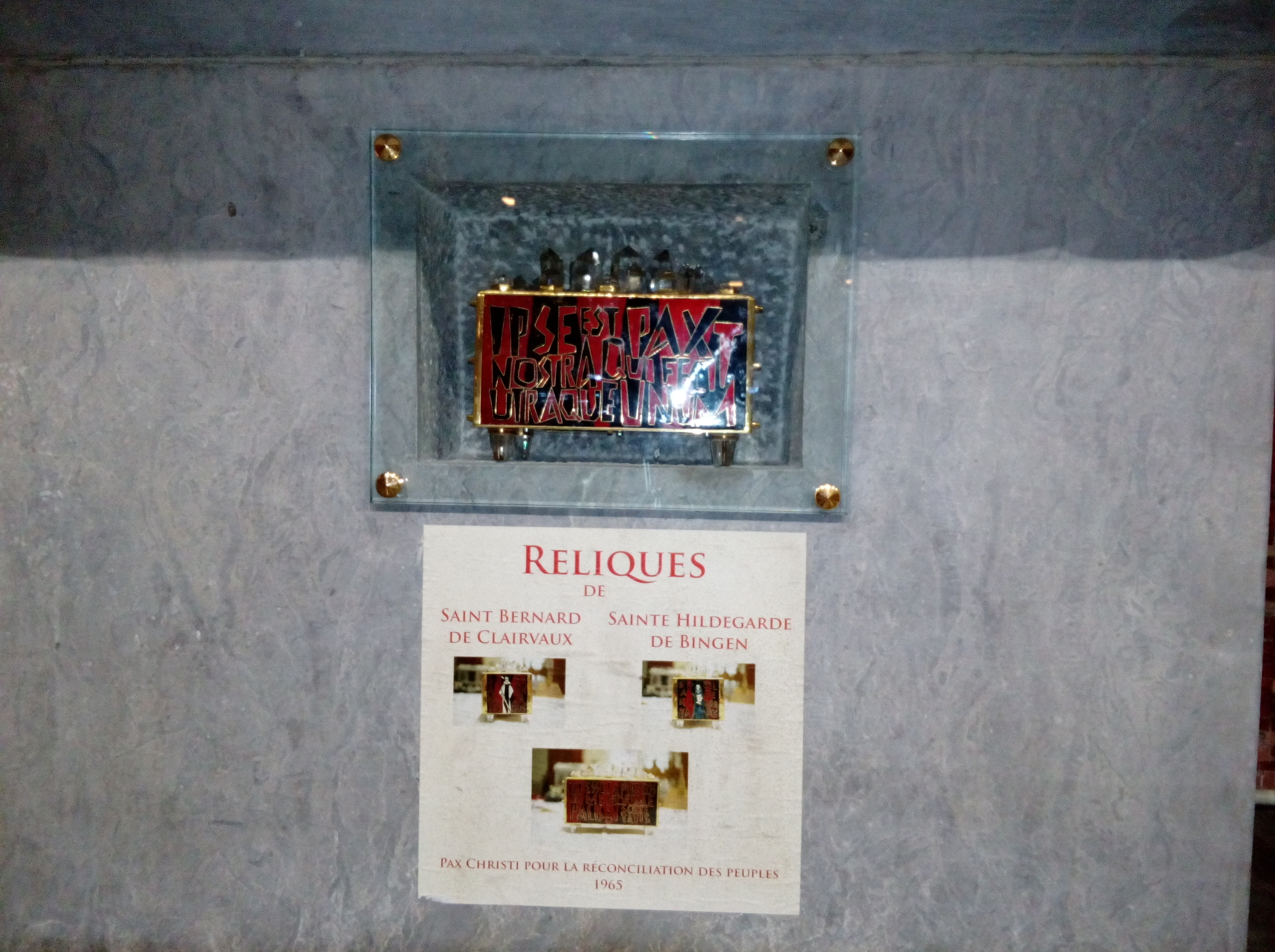

Las reliquias de San Pío X y San Juan Pablo II se conservan en la capilla 'Pax Christi'.

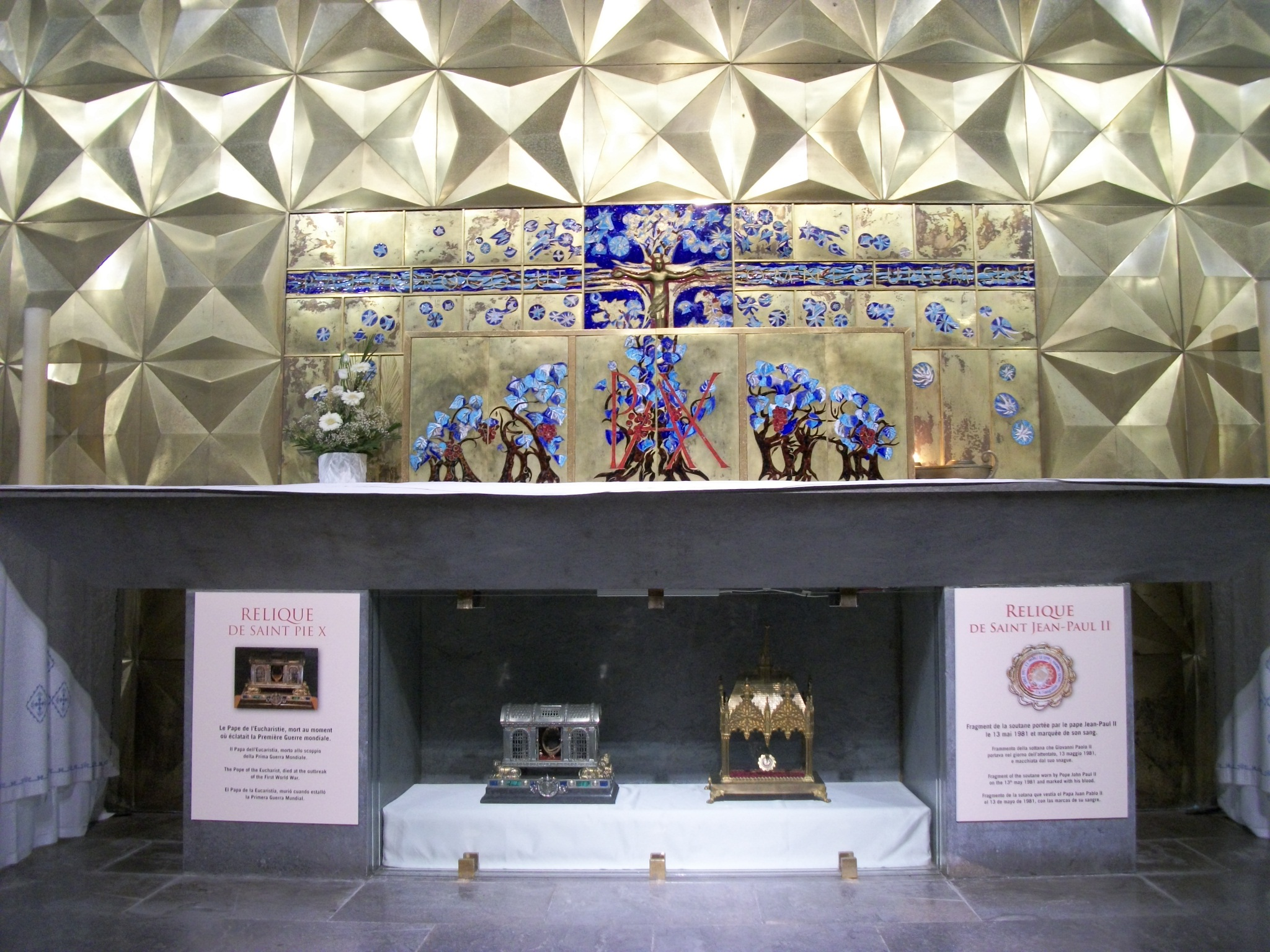
Reliquias de San Pío X y San Juan Pablo II conservadas en la capilla 'Pax Christi'.
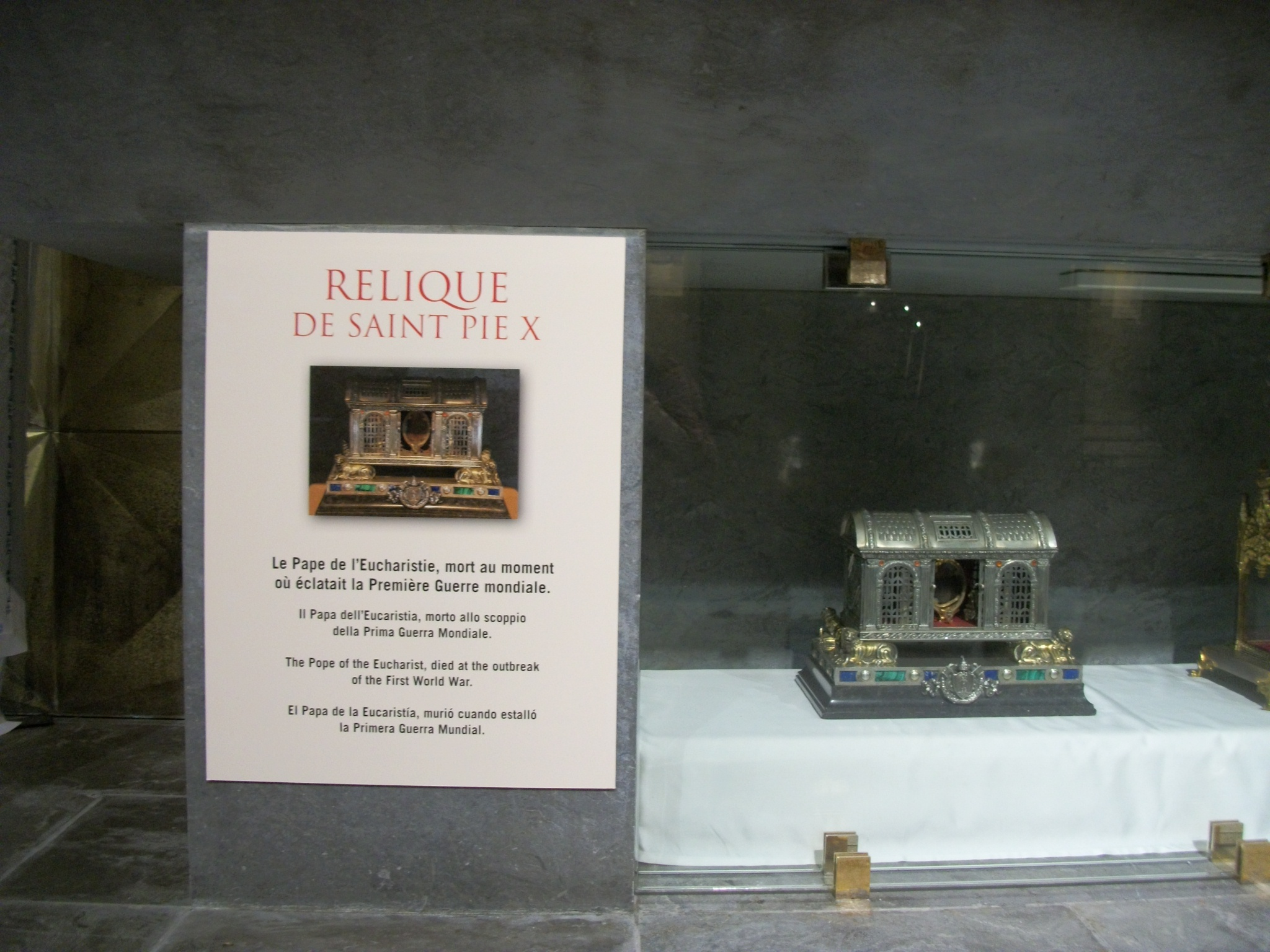
Reliquia de San Pío X.
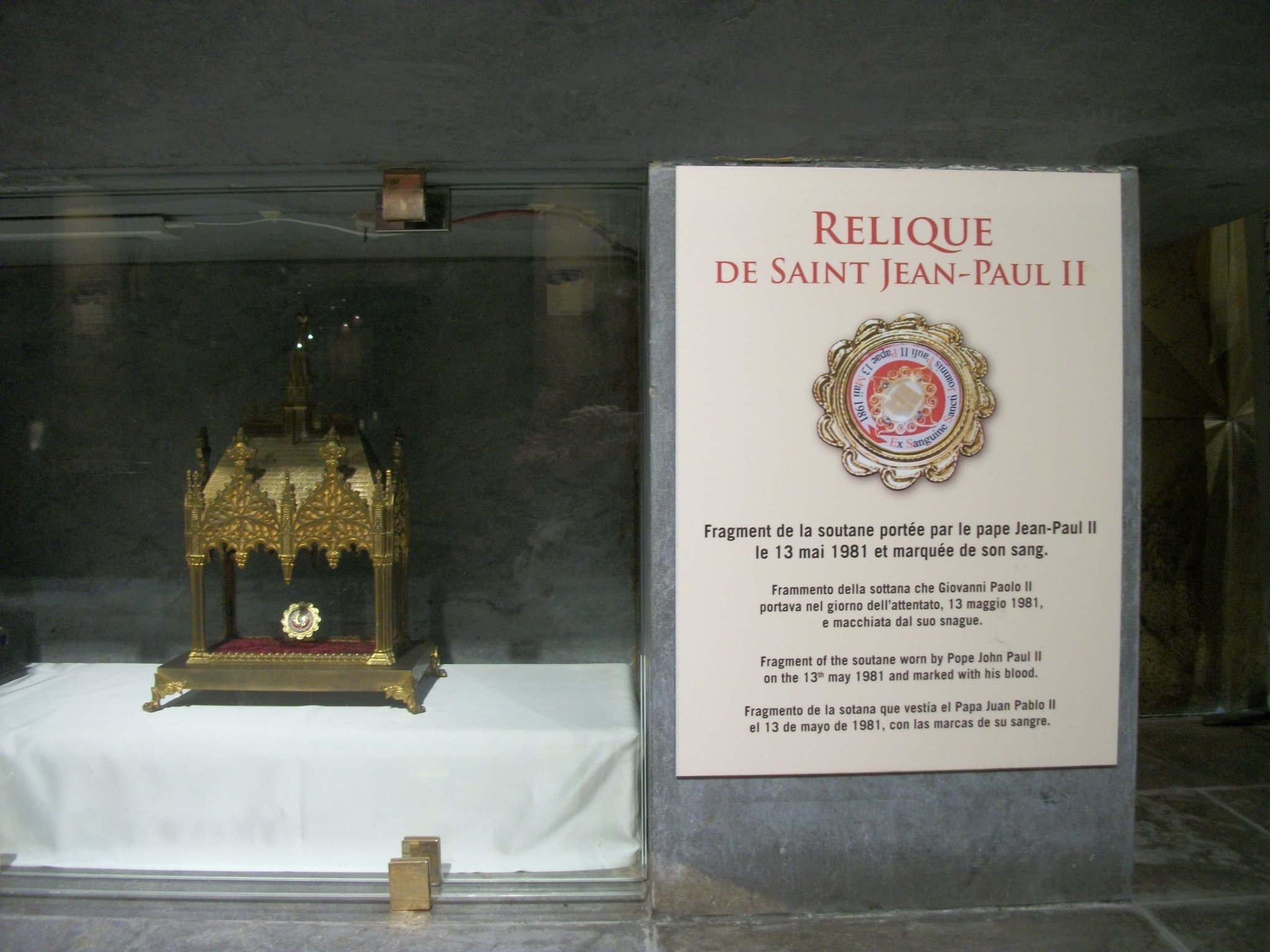
Reliquia de San Juan Pablo II.

## Arte y mobiliario

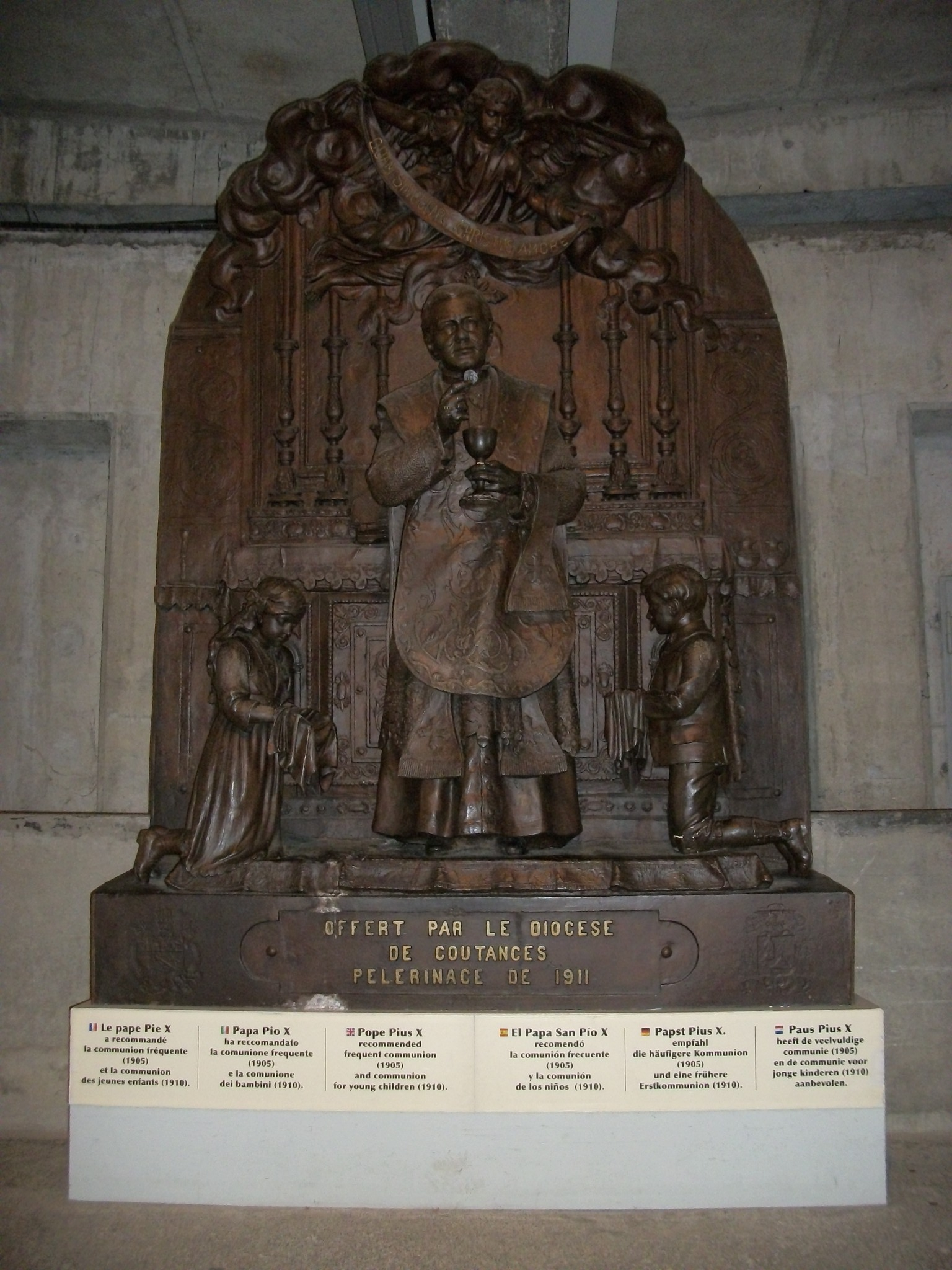
Monumento dedicado al Papa Pío X, (apodado el Papa de la Eucaristía) en la entrada de la Basílica San Pío X de Lourdes.

La estructura de hormigón pretensado es totalmente visible mostrando el hormigón en bruto y una mínima decoración. La iluminación es principalmente artificial.
Toda la iluminación y distribución eléctrica se rehizo durante el invierno de 2006-2007.
La tarde del 18 de junio de 2013, durante una excepcional inundación del Gave de Pau, la basílica quedó completamente inundada: el edificio semisubterráneo se ha transformado en un lago. Al día siguiente, el agua todavía estaba casi a la mitad del altura (4 metros). Desde su inauguración en 1958, nunca la Basílica de San Pío del santuario de Lourdes había vivido una inundación de tal magnitud.

### Las vidrieras
Las vidrieras de gemmail se organizan en tres grupos:
- el Vía Crucis, de Denys de Solère, 1981, a la izquierda del órgano;
- los misterios del Rosario, de Robert Falcucci, 1987, a la derecha del órgano;
- El camino de luz de Bernadette, de René Margotton, con el tema de las apariciones de la Virgen María a Bernadette Soubirous, fueron inaugurados en 1991. Están situadas en el muro exterior de la basílica, a lo largo de la girola periférica. Lourdes Bernadette Gemmail (René Margotton).

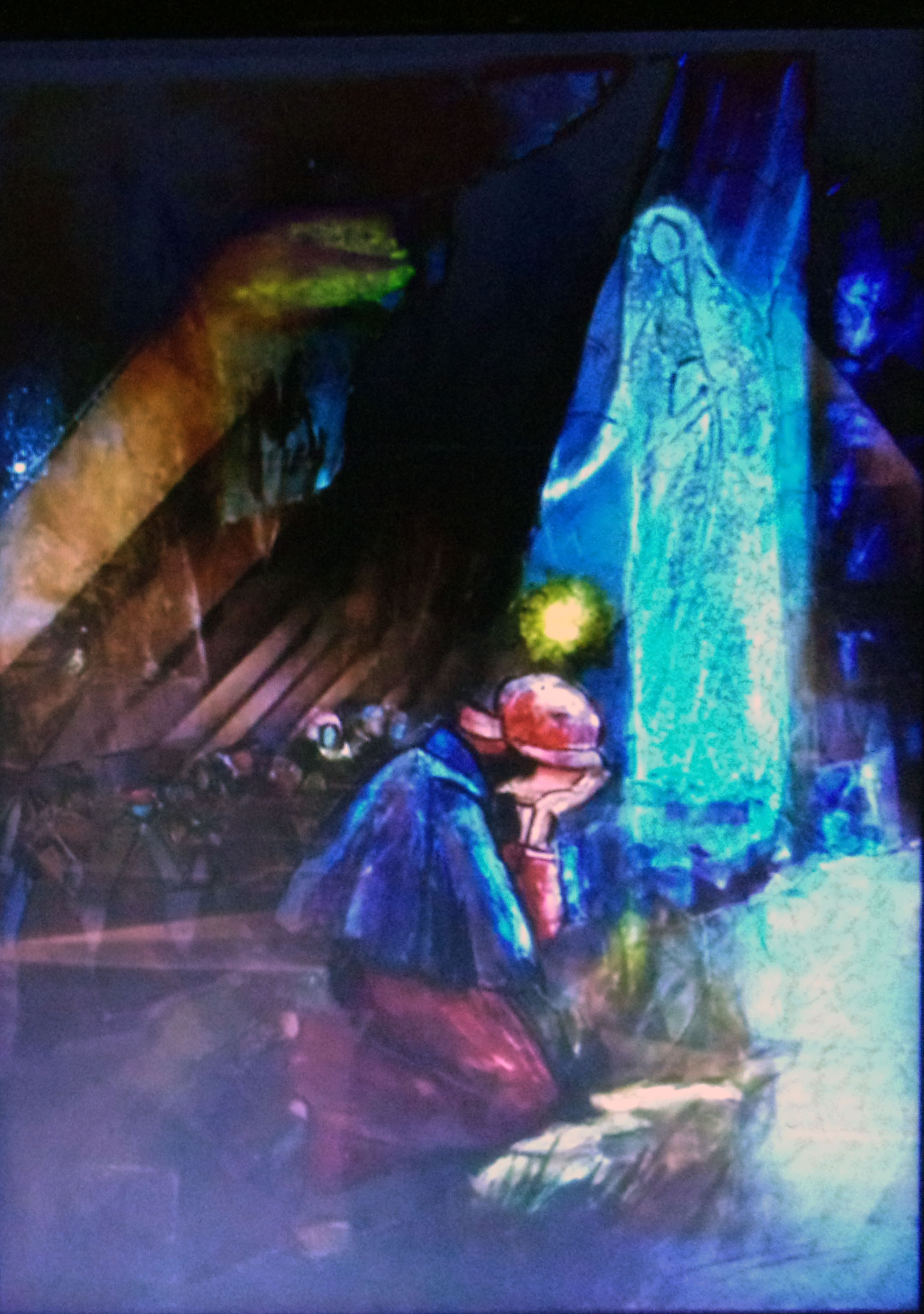
Lourdes Bernadette Gemmail (René Margotton).

### Las cortinas
La periferia, entre la girola y el espacio interior, está decorada con cuarenta y ocho grandes cortinas pendientes del techo representando a santos y beatos, hombres y mujeres, de todas las épocas, de todos los países, de todas las condiciones: personajes del Antiguo y Nuevo Testamento, apóstoles, mártires, religiosos y religiosas, obispos, sacerdotes, misioneros, teólogos, laicos, etc. que simbolizan la universalidad de la Iglesia y la comunión de los santos.
El diseño está organizado en varios grupos:
- lado «nave»
  - alrededor de la tribuna, los apóstoles (desde la tribuna):
    - a la izquierda: Pedro, Juan, Santiago el Mayor, Andrés, Felipe, Tomás.
    - a la derecha: Pablo, Mateo, Santiago el Menor, Simón, Judas, Bartolomé, Matías.

  - a sendos lados de los apóstoles, «Uno y otro Testamento» (desde el podio):
    - a la izquierda: José, Juan el Bautista, Estebán, Maximiliano Kolbe, Juan XXIII, David, Abraham.
    - a la derecha: Ana y Joaquín, Isabel, Jerónimo, Teresa Benedicta de la Cruz, Elías, Moisés.

  - alrededor del órgano (y desde él):
    - a la izquierda, los mártires: Ireneo, Lorenzo, Cecilia, Sebastián, Tomás Moro, Pablo Miki y sus compañeros, los 117 mártires de Vietnam, los 103 mártires de Corea, Carlos Lwanga y sus compañeros, Ceferino Giménez Malla, los mártires de Bulgaria, Jerzy Popiełuszko.
    - A la derecha, «Un pueblo de todas las naciones»: Cirilo y Metodio, Brígida, Rosa de Lima, Juana de Arco, Nicolás de Flue, María MacKillop, Ignacio de Loyola, Willibrord, los videntes de Fátima, Alberto Hurtado, Esteban de Hungría, Patricio.

- lado girola «Siguiendo el calendario», desde la tribuna y en sentido contrario al reloj, por orden de sus fechas de celebración:

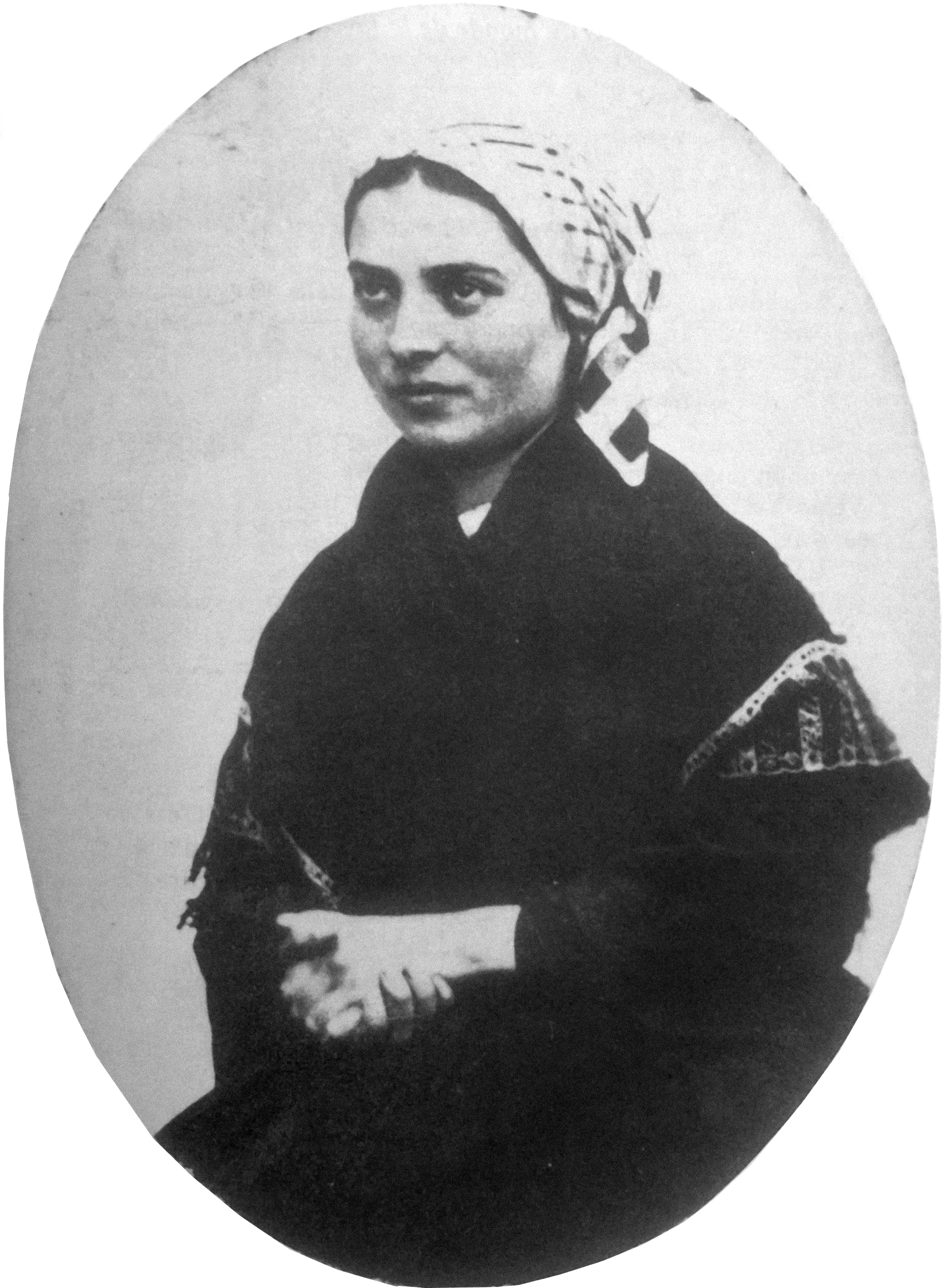
Santa Bernadette Soubirous, que inició todo en Lourdes, es honrada con un gran ahorcamiento.

1. Enero: Basilio y Juan Crisóstomo, Águeda, Francisco de Sales, Muciano María Wiaux, Juan Bosco.
2. Febrero: Pío IX, Marón de Líbano, Bernadette.
3. Marzo: Ángela de la Cruz, Casimiro, Juan de Dios.
4. Abril: Josafata Hordashevska, Benito José Labre, Luis María Grignion de Montfort, Jeanne Beretta Molla, Catherine de Siena, José Benito Cottolengo.
5. Mayo: Dominique Savio, Damián de Molokai, Miguel Garicoits, Eugenio de Mazenod.
6. Junio: Bonifacio, Antonio de Padua, Luis de Gonzaga, Josemaría Escrivá de Balaguer.
7. Julio: Pedro Jorge Frassati, Benito, Luis y Celía Martín, Camilo de Lelis.
8. Agosto: Juan María Vianney, Domingo de Guzmán, Bernardo de Claraval, María de Jesús Crucificado, Agustín, Jeanne Jugan.
9. Septiembre: Teresa de Calcuta, Federico Ozanam, Hildegarda de Bingen, Padre Pío, Vicente de Paúl.
10. Octubre: Teresa del Niño Jesús, Antoine Chevrier, Francisco de Asís, Teresa de Ávila.
11. Noviembre: Martín de Tours, José Moscati, Columbano, Catalina Labouré.
12. Diciembre: Carlos de Foucauld, Francisco Javier.

A cada lado del órgano se reservan dos lugares para honrar a las recién proclamadas personas santas y beatas.

### El órgano

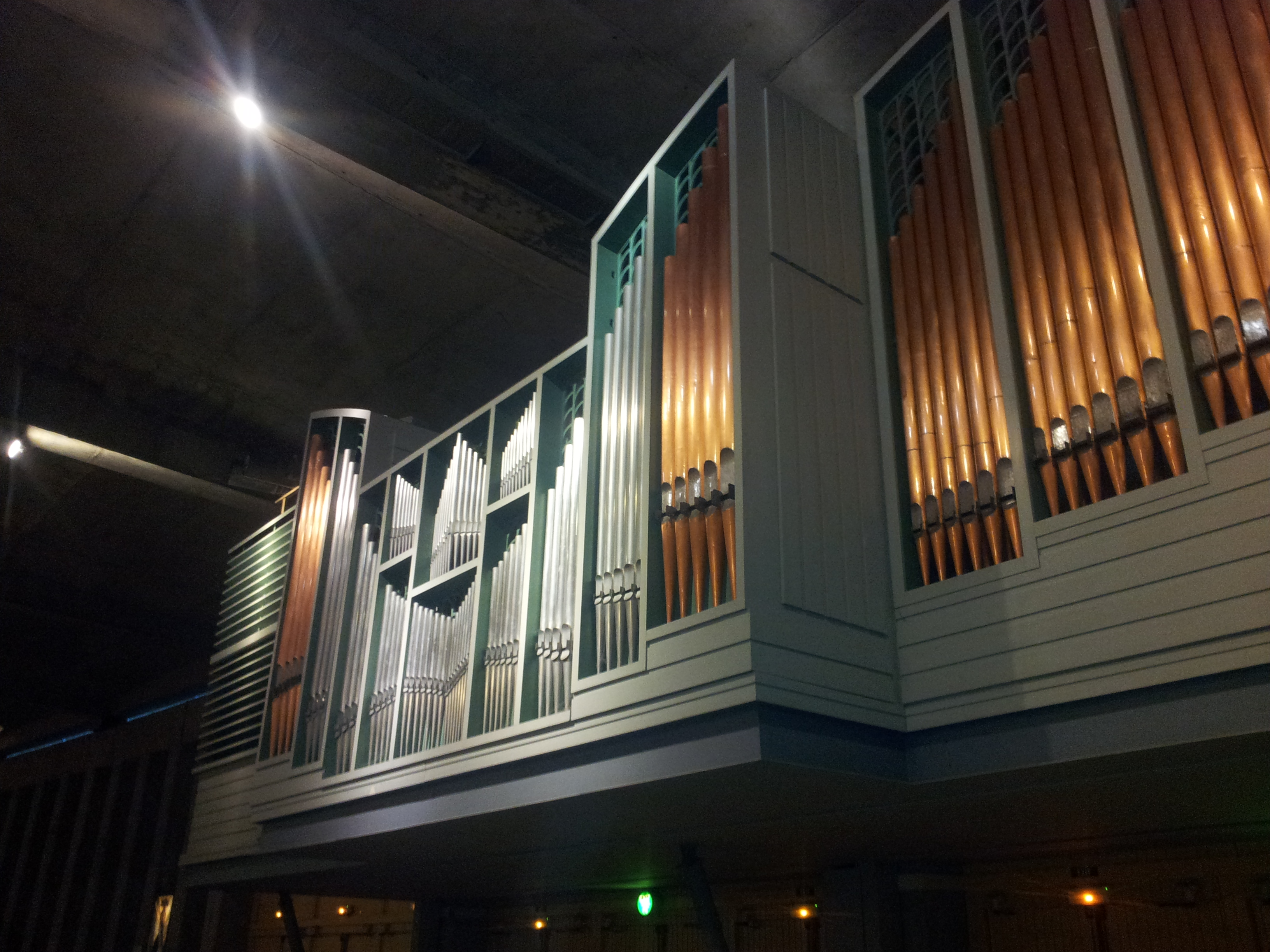
El órgano

La basílica cuenta con un órgano con cuatro teclados, pedalera, con cincuenta y cuatro registros y transmisión eléctrica.
Realizado en el País Vasco español, fue inaugurado el 7 de octubre de 1969. Entre 1995 y 1997 fue reestructurado casi por completo por el organero Pesce de Pau: una nueva inauguración tuvo lugar el 11 de febrero de 1998 para la fiesta de Nuestra Señora de Lourdes.
Pero resultó gravemente dañado por la inundación de 2013 y fue reconstruido de nuevo, por la casa Pesce de Pau.